# فرودگاه کیکیکتارجواگ
 فرودگاه کیکیکتارجواگ (به انگلیسی: Qikiqtarjuaq Airport) یک فرودگاه همگانی باربری با کد یاتا YVM است که یک باند فرود شن دارد و طول باند آن ۱٬۱۵۹ متر است. این فرودگاه در کشور کانادا قرار دارد و در ارتفاع ۵ متری از سطح دریا واقع شده است.